# 上海美術映画製作所
上海美術映画製作所（シャンハイびじゅつえいがせいさくしょ）は、1957年に中華人民共和国の上海で創立された中国最大のアニメ制作会社。同国の企業グループである上海映画グループの傘下にあり、剪紙や水墨画などを用いた長篇および短篇アニメーション作品で知られている。

## 概要
1950年に日本人アニメーション作家・持永只仁が設立した上海映画撮影所美術映画組（上海電影製片廠美術片組）を母体とし、そこから独立する形で1957年に設立された。
同社で最も有名な作品は1961年から1964年にかけて制作された『大暴れ孫悟空』であり、西遊記を題材に京劇のテイストを採り入れたこの作品は、ロカルノ国際映画祭やロンドン映画祭、カンヌ国際映画祭など海外の主要な映画祭に出品された他、日本でも2000年代にサントリーのCMに採用されている。
水墨画アニメで有名だったが、改革開放政策に伴い、1979年より東映動画（現・東映アニメーション）など日本のアニメ制作の下請けを始め、トレスマシンによる線画やアニメカラーなど日本のセルアニメの技術を導入した。外国のアニメの下請けをする中国初のスタジオとして、モデルケースとなった。
日本のクリエーターとの関係では、1980年に手塚治虫や鈴木伸一など日本アニメーション協会会員が組織する文化交流団が訪問した。水墨画アニメの『おたまじゃくしがお母さんを探す』（1960年）などに衝撃を受けた高畑勲は、1984年に宮崎駿とともに上海美術電影を訪問したが、改革開放政策の結果、会社は既に金のことしか頭になく、高畑と宮崎は非常に失望した。特に1990年代以降はほとんど東映動画に下請けとして依存する状態になっている。

## 作品リスト

### 1960年代
- おたまじゃくしがお母さんを探す（原題：小蝌蚪找媽媽）
- 牧笛
- 大暴れ孫悟空（原題：大鬧天宮）
- メイトウナオとプーガオシン

### 1970年代
- ナーザの大暴れ（原題：哪吒鬧海）

### 1980年代
- 三人の和尚（原題：三個和尚）
- 鹿鈴
- しぎと烏貝が相争う（原題：鷸蚌相争）
- 蝴蝶の泉（原題：蝴蝶泉）
- 火童
- 鹿を救った少年（原題：夾子救鹿）
- 琴と少年（原題：山水情）
- 猿と満月（原題：猴子撈月）
- 西遊記 孫悟空対白骨婦人（原題：金猴降妖）
- ヒョウタン兄弟（原題：葫蘆兄弟）
- 黒猫警長
- アーファンティーの物語（原題：阿凡提的故事）
- ラオスオオカミの御馳走（原題：老狼請客）
- 嘘をつく子供（原題：狼来了）

### 1990年代
- 鹿と牛（原題：鹿和牛）
- キューブビル（原題：魔方大厦）

### 2000年代
- 宝蓮灯
- 僕らは歌狂だ（原題：我為歌狂）
- 封神榜伝奇
- 新メイトウナオとプーガオシン

### 2010年代
- 漁童